# ベイズ情報量規準
ベイズ情報量規準（ベイズじょうほうりょうきじゅん、英: Bayesian information criterion, BIC）は、ベイジアン情報量規準、シュワルツ情報量規準、シュワルツのベイジアン情報量規準などとも呼ばれる、統計学における情報量規準の一つである。この規準は、回帰モデルが多くの項を含みすぎることに対してペナルティを課するものである。
一般的な形式は、次の通りである。
{\displaystyle \mathrm {BIC} =-2\cdot \ln \left(L\right)+k\ln(n)\,}
ここで、{\displaystyle L}は尤度関数、{\displaystyle n}は標本の大きさあるいは観測の数、{\displaystyle k}は母数あるいは独立変数の数である。
ガウス誤差モデルの下では、次の通りとなる。
{\displaystyle \mathrm {BIC} =n\ln \left({\mathrm {RSS}  \over n}\right)+k\ln(n)\,}
ここで、RSSは残差自乗和である。好ましいモデルは、最も低い規準値を持つものである。AICおよびDICを参照のこと。